# 明智町立東方中学校
明智町立東方中学校（あけちちょうりつ　ひがしかたちゅうがっこう）は、かつて岐阜県恵那郡明智町（現・恵那市）に存在した公立中学校。

## 概要
- 恵那郡明智町の南部（旧・静波村大字東方）が校区であった。1958年明智中学校に統合され廃校。
- 東方小学校に併設されていた。

## 沿革
- 1948年（昭和23年）4月10日 - 恵那郡静波村に明知町静波村学校組合立恵南中学校[注釈 2]東方分校として開校。東方小学校に併設し、静波村大字東方が校区であった。
- 1952年（昭和27年）3月 - 独立し、静波村立静波中学校に改称する。
- 1954年（昭和29年）7月1日 - 明知町と静波村が合併し、明智町が発足。同時に明智町立東方中学校に改称する。
- 1963年（昭和38年）3月 - 明智中学校に統合され廃校。